# 이원자 분자

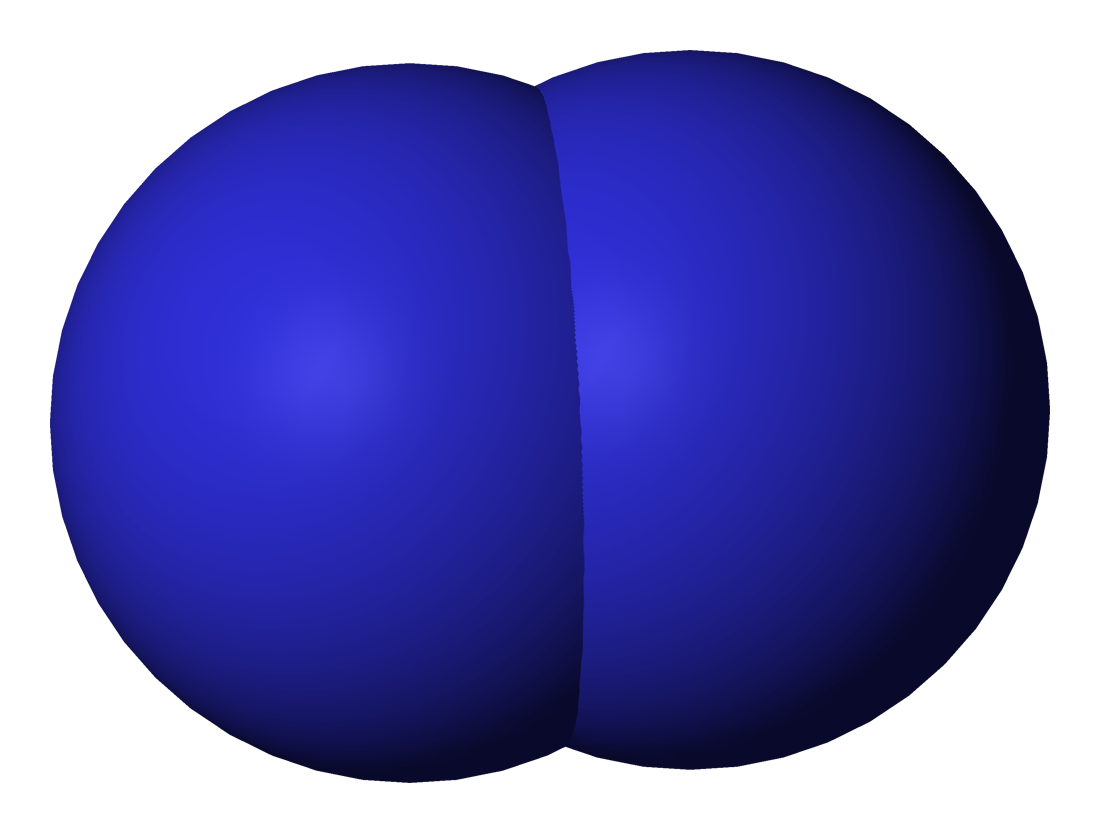
이원자 분자인 질소(N_{2})의 입체 모형

이원자 분자(二原子分子, 영어: diatomic molecule)는 같은 종류, 또는 다른 종류의 두 원자로 이뤄진 분자를 말한다. 수소(H2), 산소(O2), 질소(N2)처럼 같은 종류의 원자로 이뤄진 경우는 동핵 분자라고 하고, 일산화 탄소(CO), 아이오딘화 칼륨(KI), 염화 수소(HCl)처럼 다른 종류의 원자로 이뤄진 경우는 이핵 분자라고 한다.

## 같이 보기
- 단원자 분자
- 삼원자 분자